# Salix neolapponum
Salix neolapponum är en videväxtart som beskrevs av Chang Y. Yang. Salix neolapponum ingår i släktet viden, och familjen videväxter. Inga underarter finns listade i Catalogue of Life.